# Nannoniscus menziesi
Nannoniscus menziesi is een pissebed uit de familie Nannoniscidae. De wetenschappelijke naam van de soort is voor het eerst geldig gepubliceerd in 1986 door Mezhov.